# Гран-при Эмилии-Романьи 2023 года
Гран-при Эмилии-Романьи 2023 года (официально известный как англ. Formula 1 Qatar Airways Gran Premio del Made in Italy e dell'Emilia-Romagna 2023) был запланированной автогонкой Формулы-1, которая должна была состояться 21 мая 2023 года на Автодроме Энцо и Дино Феррари в Имоле, Италия, и стать шестым этапом чемпионата мира Формулы-1. 17 мая руководство Формулы-1 объявило об отмене гонки из-за наводнений в регионе.

## Предыстория
Соревнования должны были пройти с 19 по 21 мая 2023 года. Это должен был быть шестой этап чемпионата мира Формулы-1 2023 года.

### Формат квалификации
Гран-при должен был стать первым из двух, на котором был бы опробован новый формат квалификации, требующий специальных составов шин. Во время первого сегмента должны были быть использованы шины Hard, во время второго — Medium, а во время третьего — Soft.

### Турнирная таблица чемпионата мира перед гонкой
По итогам предыдущего уик-энда, Макс Ферстаппен лидировал в чемпионате мира среди гонщиков со 119 очками, на 14 очков опережая своего товарища по команде Серхио Переса, идущего вторым, и на 44 очка опережая Фернандо Алонсо, идущего третьим. Red Bull Racing, набрав 224 очка, лидировал в кубке конструкторов, опережая Aston Martin и Mercedes, которые занимали второе и третье места со 102 и 96 очками соответственно.
Поскольку гонка была отменена, это положение сохранилось до следующей гонки в Монако.

### Участники
Состав пилотов и команд должен был быть тем же, что и в предыдущем Гран-при, без каких-либо изменений.

### Выбор шин
Поставщик шин Pirelli привёз составы шин C3, C4 и C5 (обозначенные как Hard, Medium и Soft соответственно).

## Отмена уик-энда
В преддверии уик-энда итальянское гражданское управление Protezione объявило красное погодное предупреждение для региона Эмилия-Романья, где должна была состояться гонка; регион пострадал от проливных дождей, которые привели к наводнениям и оползням. 16 мая 2023 года всему персоналу Формулы-1 поступил приказ от FIA покинуть паддок, сославшись на меры предосторожности после того, как поступило сообщение о повышении уровня воды в близлежащей реке Сантерно . Из-за сильного дождя, наблюдавшегося в течение недели перед гонкой, и после нескольких слухов, появившихся накануне, итальянское министерство призвало отложить гонку. В конце концов, гонка была отменена; в официальном заявлении Формулы-1 говорилось, что гонка была отменена, поскольку «было бы невозможно безопасно провести мероприятие для наших болельщиков, команд и нашего персонала», а также чтобы облегчить нагрузку на местные аварийные службы, поскольку они уже испытывали перегруженность из-за ущерба, нанесенного штормом.

### Реакция
Формула-1 пожертвовала 1 миллион евро Агентству территориальной безопасности и гражданской защиты региона Эмилия-Романья, и компания Ferrari объявила о дополнительном пожертвовании в размере 1 миллиона евро на усилия по сбору средств в регионе после наводнения. Несколько членов команды Формулы-1 AlphaTauri, включая пилота Юки Цуноду активно помогали на месте, в то время как несколько других гонщиков, таких как Ландо Норрис, Макс Ферстаппен и Фелипе Другович, собирали благотворительные средства через стриминг.

## Примечание
1. ↑  Noble, Jonathan. Imola earmarked for first F1 qualifying experiment. Autosport.com (4 марта 2023). Дата обращения: 17 мая 2023. Архивировано 17 мая 2023 года.
2. ↑  Miami 2023 – Championship. StatsF1.com (15 мая 2023). Дата обращения: 15 мая 2023. Архивировано 4 мая 2023 года.
3. ↑  2023 Tyre Compound Choices – Azerbaijan, USA and Italy. pirelli.com (5 апреля 2023). Дата обращения: 5 апреля 2023. Архивировано 21 апреля 2023 года.
4. ↑  Emilia Romagna GP: F1 personnel asked to leave Imola paddock amid concern over heavy rain. Sky Sports F1 (16 мая 2023). Дата обращения: 17 мая 2023. Архивировано 17 мая 2023 года.
5. ↑  Noble, Jonathan. Imola F1 weekend faces disruption amid red alert weather warning. Motorsport.com (16 мая 2023). Дата обращения: 17 мая 2023. Архивировано 16 мая 2023 года.
6. ↑  F1: Emilia Romagna F1 Grand Prix cancelled. Дата обращения: 18 мая 2023. Архивировано 18 мая 2023 года.
7. ↑  Mitchell, Rory. Italian government calls for Imola GP to be postponed. RacingNews365 (17 мая 2023). Дата обращения: 17 мая 2023. Архивировано 17 мая 2023 года.
8. ↑  Cleeren, Filip. Italian deputy PM calls for Imola F1 to be postponed. Motorsport.com (17 мая 2023). Дата обращения: 17 мая 2023. Архивировано 8 августа 2023 года.
9. ↑  Update on the Emilia Romagna Grand Prix at Imola. Formula One (17 мая 2023). Дата обращения: 17 мая 2023. Архивировано 17 мая 2023 года.
10. ↑  Richards, Giles (17 мая 2023). F1 Emilia Romagna Grand Prix cancelled due to flooding in northern Italy. The Guardian. Архивировано 17 мая 2023. Дата обращения: 17 мая 2023.
11. ↑  Formula 1 to donate €1m to Emilia-Romagna Region’s Agency for Territorial Safety and Civil Protection. Formula One website (19 мая 2023). Дата обращения: 20 мая 2023. Архивировано 20 мая 2023 года.
12. ↑  Ferrari donate £870k to flooding fund after Imola race cancellation. Sky Sports. Sky UK. Дата обращения: 19 мая 2023. Архивировано 20 мая 2023 года.
13. ↑  Mee, Lydia. F1 News: Lewis Hamilton Champions Yuki Tsunoda After Emilia Romagna Charity Efforts. Sports Illustrated (22 мая 2023). Дата обращения: 24 мая 2023. Архивировано 24 мая 2023 года.
14. ↑  F1 | Verstappen organizza una sim race per l'Emilia Romagna (итал.). Motorsport.com (20 мая 2023). Дата обращения: 24 мая 2023. Архивировано 24 мая 2023 года.